# Öpfingen
Öpfingen ist eine kreisangehörige Gemeinde im Alb-Donau-Kreis in Baden-Württemberg.

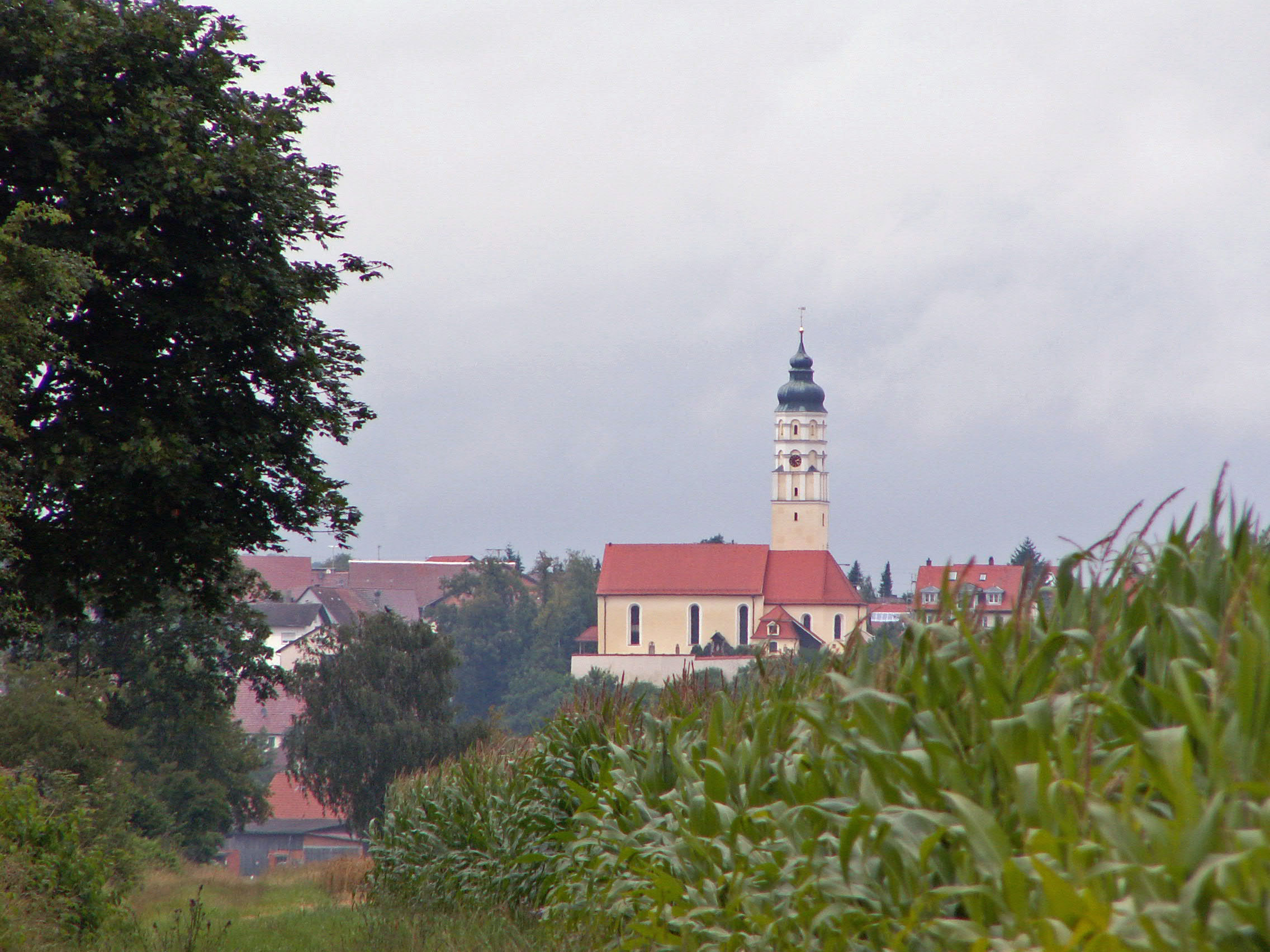
Öpfingen von Süden

## Geographie
Öpfingen liegt am Südrand der Schwäbischen Alb am nördlichen Donauufer zwischen Ehingen und Ulm.
Die Gemeinde grenzt im Norden an den Ortsteil Niederhofen der Gemeinde Allmendingen, im Osten an Oberdischingen und die Stadt Erbach, im Süden an den Ortsteil Rißtissen der Stadt Ehingen und Griesingen sowie im Westen an den Ortsteil Gamerschwang der Stadt Ehingen (Donau).

### Schutzgebiete
Die Donauaue ist auf Öpfinger Gebiet als Landschaftsschutzgebiet Öpfingen ausgewiesen. Die Gemeinde hat zudem Anteil am FFH-Gebiet Donau zwischen Munderkingen und Ulm und nördliche Iller.

## Geschichte
Grabhügel aus der Hallstattzeit (1000-500 v. Chr.) lassen auf eine frühe Besiedlung der Gegend schließen.

### Mittelalter
Die dauerhafte Besiedlung von Öpfingen erfolgte wohl bereits wenige Jahrzehnte nach der Landnahme durch die Alamannen Ende des 3. Jahrhunderts n. Chr. Möglicherweise schon im Laufe des 4. Jahrhunderts gründete ein alemannischer Anführer namens Apfo oder Epfo eine solche Ansiedlung. Während des 6. Jahrhunderts geriet das Gebiet in den Machtbereich des Reichs der Franken und kam über das Ostfrankenreich im 10. Jahrhundert zum Herzogtum Schwaben.
Öpfingen wurde im Jahre 1127 erstmals urkundlich erwähnt. Der Ort gehörte zu der Zeit den Grafen von Berg, deren Herrschaft 1343 durch Verkauf an die Vorlande der Habsburger überging. Im Hoch- und Spätmittelalter befanden sich in Öpfingen zwei Niederadelsgeschlechter als Grundherren, deren eines nach dem Ort Herren von Öpfingen hieß. Diese Herren waren eventuell mit den Herren von Griesingen stammesverwandt. Das zweite Niederadelsgeschlecht waren die Herren von Berg, die im Spätmittelalter ihren Sitz im Öpfinger Schloss hatten. Die Herren von Berg, die über Öpfingen herrschten, waren Lehensleute der Grafen von Berg aus Ehingen, bekannt als Grafen von Berg-Schelklingen.

### Reformation und Gegenreformation

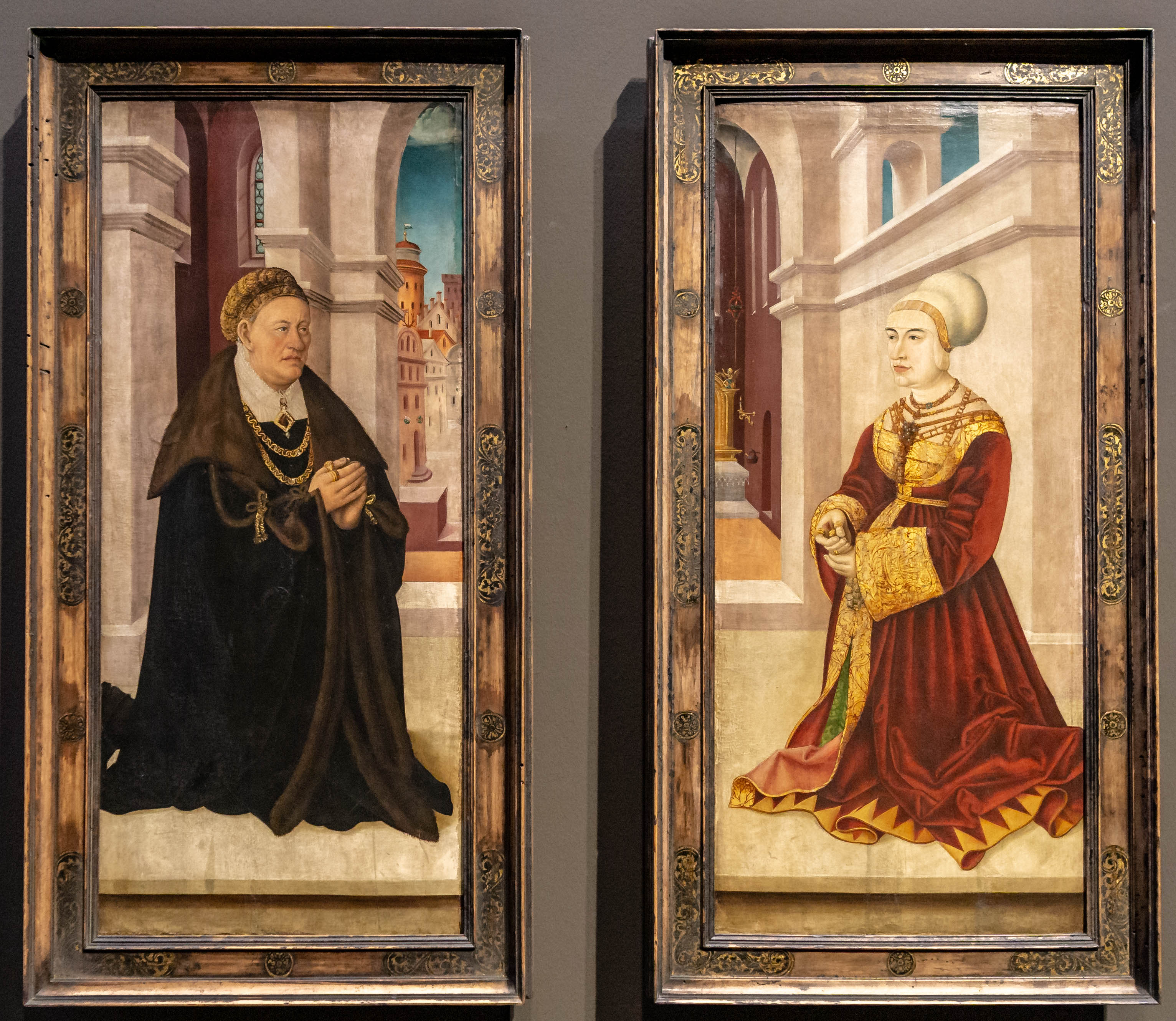
Ludwig (Lutz) von Freyberg (* Schloß Württemberg 1468, † Öpfingen 21. Mai 1545) und seine Ehefrau (Heirat in 1488) Sibylla von Freyberg geb. Gossenbrot (* 1479, † 1521)

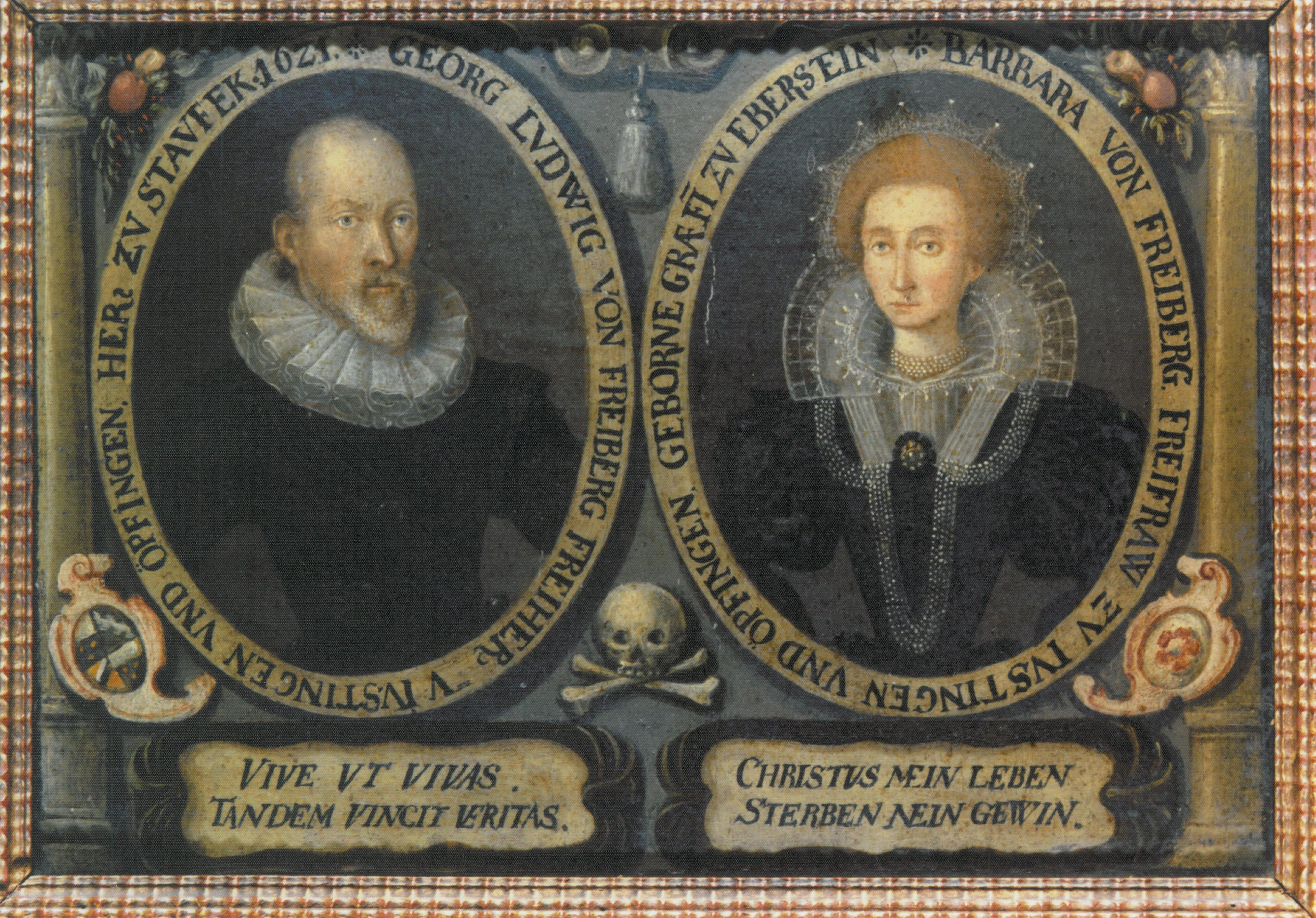
Georg Ludwig von Freyberg der Jüngere (* 1574, † Staufeneck 1631) im Jahre 1621 mit seiner zweiten Ehefrau Barbara von Eberstein, die er 1589 auf Schloss Justingen geheiratet hatte. Von 1621 bis 1626 war Georg Ludwig von Freyberg als Folge des verlorenen Öpfinger Kriegs ein Gefangener der Habsburger

Seit dem frühen 16. Jahrhundert erwarb die Angelberger Linie der Freiherren von Freyberg nach und nach sämtliche Anteile der Grundherrschaft am Ort. Die Freiherren von Freyberg waren Reichsritter im Ritterkanton Donau. Michael von Freyberg der Ältere († 1476) heiratete in dritter Ehe Helena von Berg-Öpfingen († 1493), sein Sohn Michael der Jüngere (aus früherer Ehe) heiratete Johanna von Herbilstatt und deren Sohn Ludwig (genannt „Lutz“) von Freyberg (1468–1545) übernahm 1503 von seinem Vetter Heinrich von Berg den größten Teil der Herrschaft am Ort. Er nahm seinen Sitz im Oberen Schloss und baute es aus. Lutz von Freyberg hatte gute Kontakte zu Kaiser und Reich und beherbergte 1507 Kaiser Maximilian in Öpfingen, der sich auf der Durchreise befand. Die selbstherrliche Art des Lutz von Freyberg führte zu großer Unzufriedenheit bei den Öpfinger Bauern, die sich während des Bauernkriegs im März 1525 dem Baltringer Haufen anschlossen. Nach der Niederwerfung der Bauernaufstands durch die vom Schwäbischen Bund gestellten Truppen des Bauernjörgs konnten Lutz von Freyberg und sein Sohn Georg Ludwig von Freyberg (1507–1562) die Herrschaft neu organisieren. 1536 setzten sie die Reformation in Öpfingen um. 1541 übernahm Georg Ludwig von Freyberg die Herrschaft Justingen und verlegte auch seinen Sitz ins dortige Schloss. Die Sympathie Georg Ludwigs von Freyberg für den Reformator Kaspar Schwenckfeld von Ossig führte dazu, dass er ihm die Erziehung seiner Söhne anvertraute. Im Verlauf des Schmalkaldischen Kriegs 1546 bis 1547 mussten die Freyberger jedoch vor den kaiserlichen Truppen in die Reichsstadt Ulm fliehen und konnten erst nach Zahlung einer Geldbuße von 20.000 Gulden und dem Zugeständnis, den Untertanen am Ort freie Religionsausübung zu gewähren, wieder ihre Herrschaft fortführen. Die beiden Söhne des Georg Ludwig von Freyberg (1507–1562) teilten die Herrschaft des Vaters. Während Michael Ludwig von Freyberg in Justingen weiterhin die Reformation vorantrieb, ließ sein Bruder Ferdinand von Freyberg in Öpfingen seinen Untertanen die Wahl, ob sie katholisch oder evangelisch sein wollten. Da Ferdinand von Freyberg 1583 ohne Nachkommen starb, übernahm sein Neffe Georg Ludwig der Jüngere von Freyberg die Herrschaft in Öpfingen. Wie sein Vater Michael Ludwig von Freyberg († 1582) war auch Georg Ludwig der Jüngere von Freyberg (1574–1631) ein glühender Verfechter der Reformation im Geiste Kaspar Schwenckfelds und ging rigoros gegen die katholische Geistlichkeit vor. Dies führte zum sogenannten Öpfinger Krieg. In der Nacht auf Ostermontag 1621 endete dieser mit der Gefangennahme Georg Ludwigs des Jüngeren von Freyberg durch die auf Befehl von Herzog Leopold von Weingarten und Ehingen in Marsch gesetzten Truppen. Von 1621 bis 1626 war Georg Ludwig der Jüngere in Gefangenschaft. Sein Sohn Michael von Freyberg († 1649) stand im Dreißigjährigen Krieg auf Seiten der Protestanten und bekam von König Gustav II. Adolf die Herrschaft über die benachbarte Stadt Ehingen zugesprochen. Dieser Anspruch ließ sich jedoch nicht verwirklichen, sondern führte im Gegenteil dazu, dass 1632 die kaiserlichen Truppen von Ehingen nach Öpfingen zogen und beide Schlösser niederbrannten. Die Schlösser wurden danach wieder aufgebaut. Als Hieronymus Friedrich von Freyberg 1660 katholisch wurde, war die Gegenreformation in Öpfingen endgültig besiegelt und der generationenlange Konflikt mit den Habsburger Landesherren in Vorderösterreich somit beendet. Öpfingen war im 18. Jahrhundert noch bis zum Aussterben der Freyberger Linie im Oberen Schloss 1774 in zwei Linien geteilt. In diesem Jahr übernahm die Freyberger Linie im Unteren Schloss wieder die gesamte Herrschaft am Ort.

### Württembergische Zeit
1805 fiel Öpfingen an das Kurfürstentum Württemberg, welches im Jahr darauf zum Königreich erhoben wurde.
Die Freiherren von Freyberg verkauften ihre Herrschaft Öpfingen samt Griesingen und Niederhofen 1809 an die Fürsten von Thurn und Taxis. Diese führten über ihre Vogtei Oggelsbeuren bis 1849 eine eigene standesherrliche Patrimonialverwaltung. Erst danach gelangte Öpfingen unter die direkte Verwaltung durch das Oberamt Ehingen.
Bei der Kreisreform während der NS-Zeit in Württemberg gelangte Öpfingen 1938 zum Landkreis Ehingen.

### Nachkriegszeit
1945 wurde Öpfingen Teil der Französischen Besatzungszone und kam somit zum Nachkriegsland Württemberg-Hohenzollern, welches 1952 im Land Baden-Württemberg aufging. Seit der Kreisreform von 1973 ist Öpfingen Teil des Alb-Donau-Kreises.
Fast bis in die Gegenwart war die Landwirtschaft der alles prägende Wirtschaftszweig am Ort, ist jedoch inzwischen für den Großteil der Einwohner völlig in den Hintergrund getreten. Die meisten Berufstätigen pendeln zur Arbeit entweder nach Ehingen oder nach Ulm. Etwa 280 Arbeitsplätze befinden sich in Öpfingen. Lediglich zwei Betriebe sind noch ausschließlich landwirtschaftlich tätig.

### Religion
Kirche und Pfarrei St. Martin sind seit 1275 nachweisbar. Wie oben im Abschnitt Reformation und Gegenreformation beschrieben, gab es von 1536 bis 1660 mit den vorderösterreichischen Landesherren und der Stadt Ehingen einen lange schwelenden und mehrfach in blutiger Gewalt eskalierten Konflikt, da die Freiherren von Freyberg als Patronatsherren die Reformation mit wechselndem Erfolg durchzuführen versuchten. Zwölf Jahre nach Ende des Dreißigjährigen Krieges kehrte Öpfingen endgültig zum katholischen Ritus zurück. Die katholische Pfarrkirche wurde im 18. Jahrhundert in ihre heutige Form gebracht und 1862 nochmals etwas erweitert. Die katholische Gemeinde St. Martinus in Öpfingen ist Teil der Seelsorgeeinheit Donau-Riß des Dekanats Ehingen-Ulm.

## Politik

### Gemeinderat
Dem Gemeinderat gehören nach der Kommunalwahl vom 9. Juni 2024 neben dem Bürgermeister als Vorsitzenden zehn Mitglieder an.
| Partei                     | Stimmen | Sitze |
| CDU                        | 60,10 % | 6     |
| Unabhängige Liste Öpfingen | 24,94 % | 3     |
| Öpfinger Liste             | 12,05 % | 1     |

### Bürgermeister
- 1819: Pfleger
- 1819–1834: Bechter
- 1834–1858: Seiz
- 1858: Engstler (Amtsverweser)
- 1858–1881: Löffler
- 1881–1900: Eberle
- 1900: Denkinger (Amtsverweser)
- 1900–1932: Wahl
- 1932–1939: Munding
- 1939–1945: Georg Niederer[10]
- 1945–1946: Josef Rechtsteiner (Amtsverweser)[11]
- 1946–1954: Georg Reize[12]
- 1955–1975: Georg Niederer[13]
- 1975–1991: Eugen Stegmaier[14]
- 1991–2015: Karl Lüddecke[15]

Am 28. Juni 2015 wurde Andreas Braun zum Bürgermeister gewählt und trat am 3. September 2015 sein Amt an. Er wurde am 2. Juli 2023 für eine zweite Amtszeit wiedergewählt.

## Wirtschaft und Infrastruktur

### Wirtschaft
Im Jahr 2022 erzielte Öpfingen Einnahmen aus der Gewerbesteuer in Höhe von 712 Tausend Euro. Mit einem Gewerbesteuerhebesatz von 350 % liegt die Gemeinde unter dem durchschnittlichen Gewerbesteuerhebesatz Deutschlands. Dieser beträgt 407 % (Stand: 2023).

### Verkehr
Öpfingen ist durch die Bundesstraße 311 an das überregionale Straßennetz angebunden. Zudem führt die Kreisstraße 7359 durch die Gemeinde.
Durch eine Alltagsroute aus dem Radnetz Baden-Württemberg ist Öpfingen über Oberdischingen und Erbach mit Ulm und in der anderen Richtung mit Ehingen an der Donau verbunden.
Durch das nördliche Gemeindegebiet führt als Landes-Fernradweg der Oberschwaben-Allgäu-Radweg. Er ist eine Rundstrecke über Ulm und Tettnang. Der Donauradweg von Donaueschingen über Passau, Wien und Budapest bis zur Mündung in das Schwarze Meer führt durch das südliche Gemeindegebiet. Er wird ab Tuttlingen auch als EuroVelo-Route EV6 und zwischen Tuttlingen und Passau als D-Route 6 geführt.

### Bildungseinrichtungen
Öpfingen verfügt über eine Grundschule, eine Gemeindebücherei, sowie über einen Kindergarten.

### Sportanlagen
Öpfingen hat zwei Sportplätze, vier Tennisplätze und eine kleine Skateranlage.

## Kultur und Sehenswürdigkeiten
Öpfingen liegt an der Oberschwäbischen Barockstraße.

### Bauwerke
- Gotische Pfarrkirche St. Martin, kam zur derzeitigen Form im 18. Jahrhundert und wurde 1862 durch einen Anbau am Kirchenschiff erweitert
- Oberes Schloss, über der Donau, errichtet im 16. Jahrhundert, nach dem Brand im Dreißigjährigen Krieg wiedererrichtet, mehrstöckiges Steinhaus, heute für Wohnungen genutzt, versehen mit einer Tafel, die an den Reformator Kaspar Schwenckfeld erinnert
- Unteres Schloss, errichtet im 17. Jahrhundert, langgestreckter Bau mit mehreren Stockwerken und barocker Bemalung, als Rathaus und für Mietwohnungen genutzt

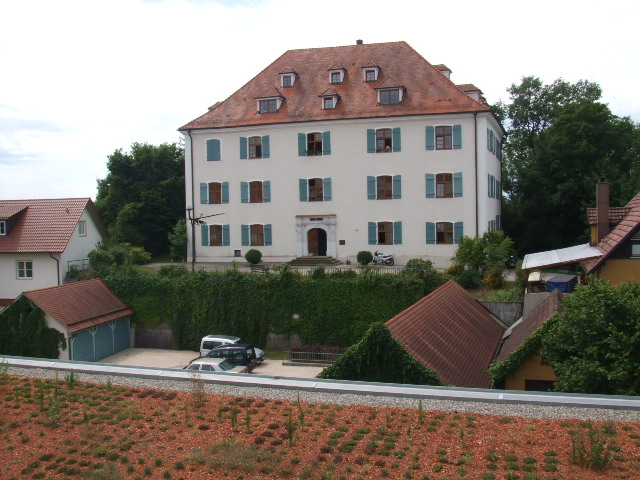
Oberes Schloss
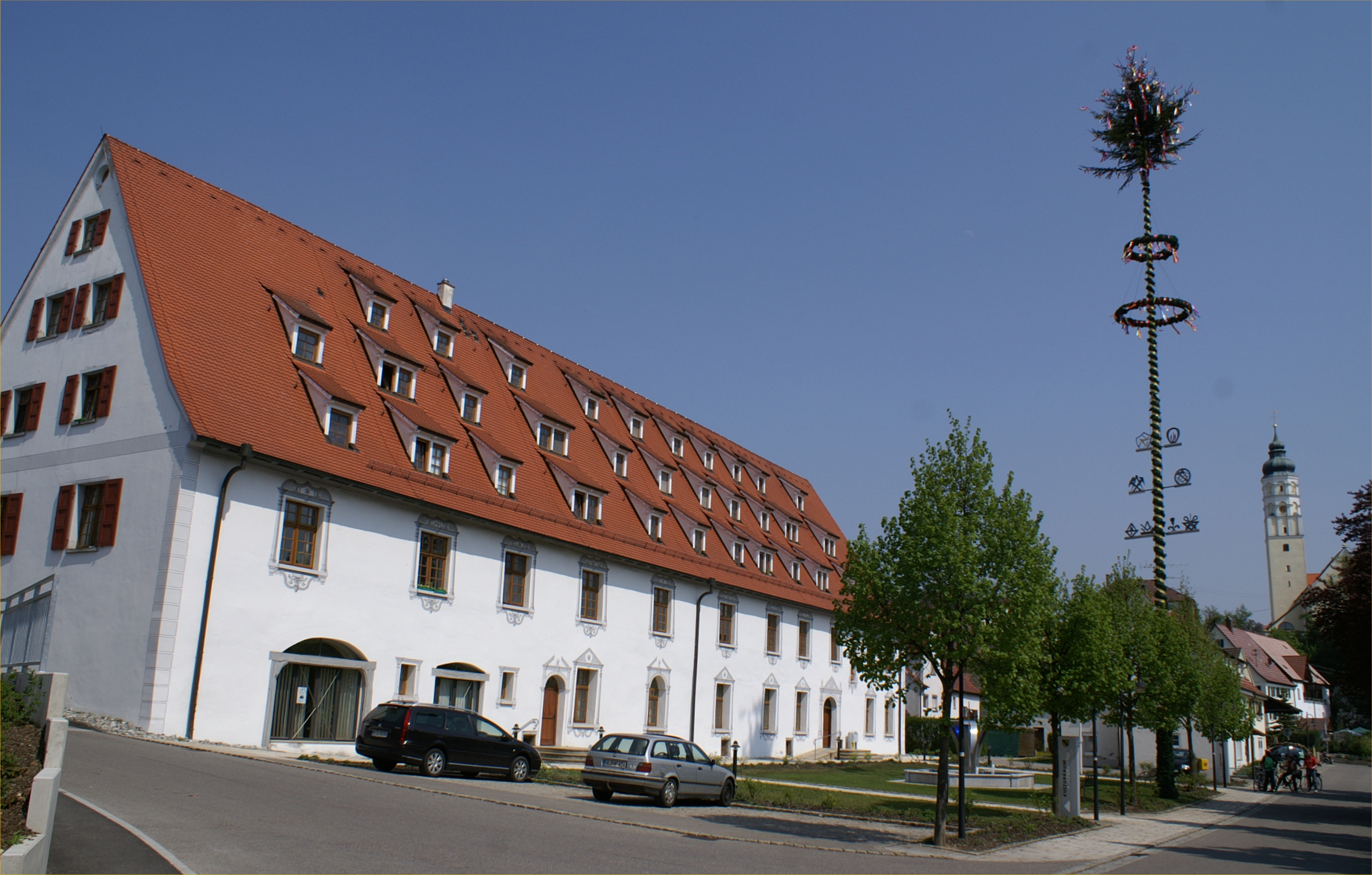
Unteres Schloss
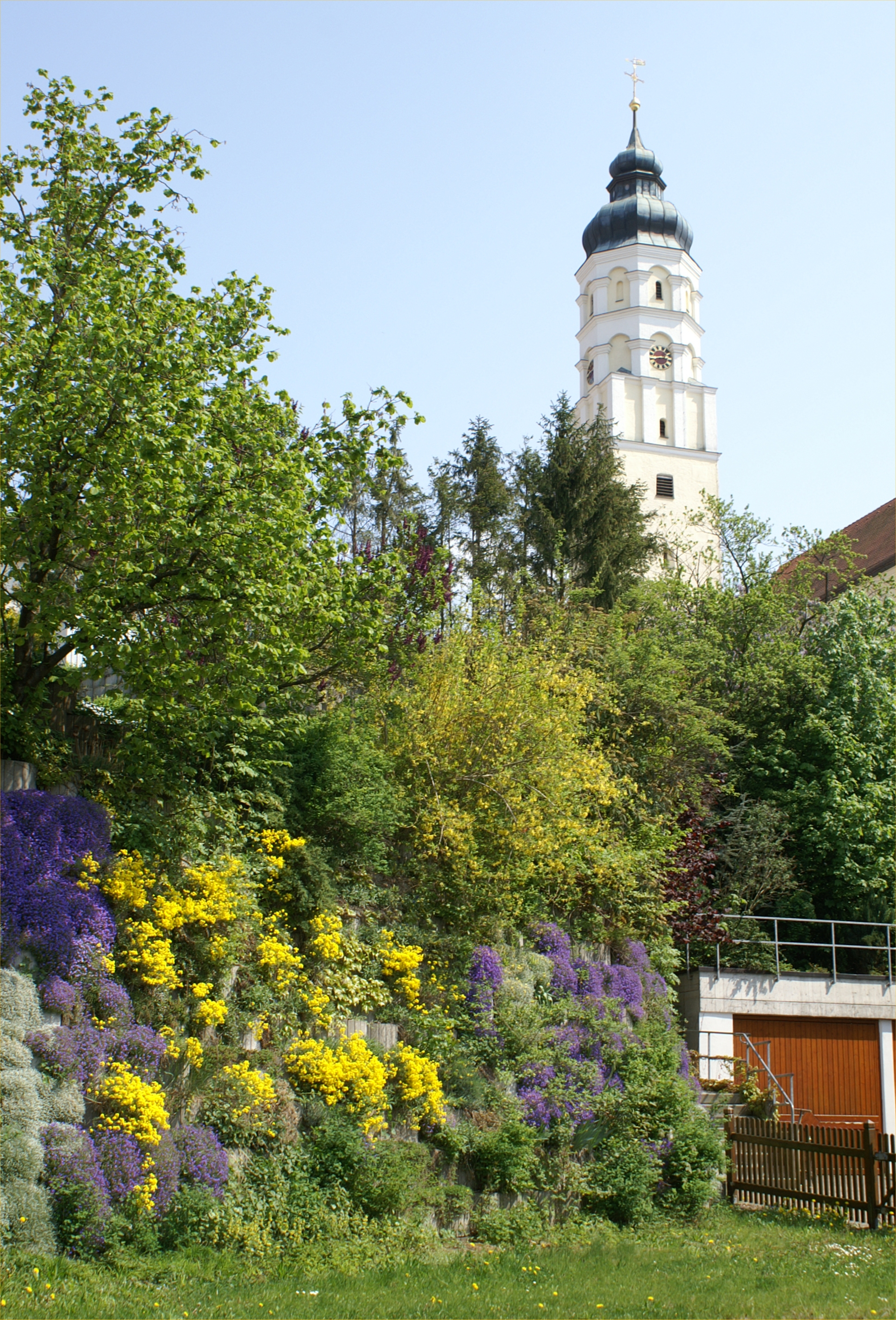
Pfarrkirche Sankt Martin

### Natur
1922/1923 baute die Stadt Ulm den Donaukanal mit Stausee und Kraftwerk. Dieser ist zwischenzeitlich ein wichtiges Überwinterungs- und Durchzugsgebiet für Wasservögel. Außerdem stellt er Energie für die Stadtwerke Ulm/Neu-Ulm her.

### Musik
Die Öpfinger Schlosskonzerte wurden 1997 von Wolfgang Weller ins Leben gerufen. Im 10. Jahr ihres Bestehens werden etwa 70 Konzerte mit ebenso vielen verschiedenen Künstlern stattgefunden haben. Die Konzertreihe hat mittlerweile einen Bekanntheitsgrad weit über die Region hinaus. Jährlich finden etwa sechs Konzerte im Kulturraum des Unteren Schlosses statt.
Das Öpfinger Weihnachtskonzert findet seit 1974 am zweiten Weihnachtsfeiertag in der Turnhalle statt. Veranstalter ist der Musikverein Öpfingen e. V., mitwirkende sind in der Regel das Vororchester, die Jugendkapelle und das aktive Orchester. Das Weihnachtskonzert stellt den musikalischen Höhepunkt im Jahr dar.

## Regelmäßige Veranstaltungen
- Fasching: In der Faschingszeit wird der „Ratzen-Ball“ der Öpfinger Narrengruppe Donau-Ratzen gefeiert.
- Starkbierfest: Am dritten Wochenende nach der Fasnet findet das Öpfinger Starkbierfest statt. Begonnen wird am Freitagabend mit der „Friday Club Night“, am Sonntag steht das ganze Fest unten dem Motto „bayrische Gemütlichkeit“. Essen und Blasmusik runden das Fest des Fördervereins des MV Öpfingen ab.
- Sommerfest: Im Sommer findet traditionell das sogenannte Sommerfest (ehemals Wasserfest) statt.
- Osterlauf: In Öpfingen findet jedes Jahr ein großer internationaler Osterlauf statt.
  - Es gibt einen 5- und 10-km-Lauf sowie einen Halbmarathon.
  - Außerdem werden noch Läufe für Kinder angeboten.

## Persönlichkeiten
Söhne und Töchter der Gemeinde
- Marquard II. vom Berg (1528–1591), Bischof von Augsburg
- Dominicus Beck (1732–1791), Mathematiker, Philosoph, Benediktiner
- Matthias Dannenmayer (1744–1805), Kirchenhistoriker, Professor in Freiburg und Wien
- Anton von Boscher (1814–1887), Jurist und Landtagsabgeordneter
- Meinrad Ott (1830–1878), katholischer Geistlicher, Pädagoge und Klassischer Philologe
- Andreas Dreher (1872–1953), Politiker (SPD), Landtagsabgeordneter
- Franz Gog (1907–1980), Jurist (CDU) und Politiker, Landtagsabgeordneter

Personen, die in Öpfingen gelebt oder gewirkt haben
- Andreas Eschbach (* 1959), Schriftsteller, lebte von 1967 bis 1978 in Öpfingen